# Людина-павук (мультсеріал, 1994)
Spider-Man: The Animated Series — мультсеріал про Людину-павука, створений 1994 року силами Fox Network. Мультсеріал мав великий бюджет і використовував оповідну систему, в якій кожна серія була лише одним розділом великої історії. Серіал вперше був показаний на американському каналі Fox Kids 19 листопада 1994. Закінчений був показ 31 січня 1998. Слоган серіалу — «З великою силою приходить велика відповідальність». В Україні транслювався у 2004 році на телеканалі ICTV, а у 2009 році — на НТН.

## Сюжет

Пітера Паркера кусає радіоактивний павук

Серіал розповідає історію дев'ятнадцятирічного студента Пітера Паркера, який вчиться на першому курсі у державному університеті, і про його таємне альтер-его — Людину-павука. Оскільки історія починається, вже з того як Пітер отримав свої здібності, не відразу дізнаються, як саме звичайний студент перетворився на надлюдину. Пітер підробляє фотографом у газеті Дейлі Багл. У серіалі з'являється більшість класичних ворогів Людини-павука (особливо з Amazing Spider-Man), включаючи КінгПіна, Зеленого Гобліна, Ящіра, Скорпіона, Доктора Октопуса, Містеріо, Носорога, Шокера, Стерв'ятника і Хамелеона. Але тут є і новіші лиходії, такі як Веном, Карнаж і Гобґоблін. Протягом усіх пригод Пітер Паркер зав'язує романтичні стосунки з Мері Джейн Ватсон і Феліцією Харді (вона ж Чорна Кішка).

## Список серій

### Сезон 1: Початок
Насправді перший сезон не має офіційної назви, але часто до нього приписують назви «Початок» або «Початок Людини-павука». Як не дивно, але перша серія починається не з того як Пітера кусає радіоактивний павук. Видно, що той вже достатній час літає на павутині. Це єдиний сезон, у якому Пітер одягає чорний костюм, точніше зливається з симбіотом Веномом. Вже у першому сезоні у Павука багато ворогів і жодного союзника. У цьому сезоні всього 13 серій:
- 1. Ніч Ящіра
- 2. Мисливці за Павуком

Пітер Паркер у серії «Грізний Містеріо»

- 3. Повернення мисливців за Павуком
- 4. Доктор Октопус: Озброєний і небезпечний
- 5. Грізний Містеріо
- 6. Жало Скорпіона
- 7. Крейвен-Мисливець
- 8. Чужий костюм, частина 1
- 9. Чужий костюм, частина 2
- 10. Чужий костюм, частина 3
- 11. Гобґоблін, частина 1
- 12. Гобґоблін, частина 2
- 13. День Хамелеона

### Сезон 2: Неогенний жах
Другий сезон, на відміну від першого, вже має офіційну назву. Він згуртованіший і є однією великою історією, як Людина-павук переживав Неогенний жах — перетворювався на НадПавука (гігантського справжнього павука). Також цьому сезоні у Павука з'являються союзники — представники інших всесвітів Marvel: Люди Ікс, Блейд і Каратель (третій спочатку був противником). Павукові стало важче — його злі вороги об'єдналися, і під керівництвом КінгПіна взяли назву Підступна Шістка. У цьому сезоні 14 серій:

Каратель проти НадПавука у серії «Поєдинок мисливців»

- 14. Підступна Шістка
- 15. Битва з Підступною Шісткою
- 16. Гідромен
- 17. Пристрасті за мутантами
- 18. Помста мутантів
- 19. Морбіус
- 20. Поява Карателя
- 21. Поєдинок мисливців
- 22. Плита часу
- 23. Невблаганний час
- 24. Блейд, мисливець за вампірами
- 25. Безсмертний вампір
- 26. Крик Стерв'ятника
- 27. Останній жах

### Сезон 3: Гріхи батьків

Симбіот Карнаж і його носій Клетус Кесседі у серії «Карнаж»

Цей сезон вже не така згуртована історія, як попередній. Але у ньому багато важливий подій: саме у третьому сезоні розповідається, як звичайний студент Пітер Паркер став супергероєм; єдиний сезон, де Людина-павук завдяки Доктору Октопусу переходить на сторону зла, але не на довго; на довгий час зникає Мері Джейн Ватсон — дівчина Пітера; повертається найнебезпечніший ворог Павука — Веном, та ще й у компанії нового симбіота — Карнажа. Але Пітер не сумує — адже у цій сутичці йому допомагають Воїн і Залізна Людина. У цьому сезоні з'являється загадкова Мадам Павутина — містична стражниця паралельних світів і рівноваги добра і зла. Саме вона передрікає йому важке майбутнє, яке принесе Пітеру добро. Вона його переслідуватиме до закінчення серіалу. Основна ідея сезону — «Знайти допомогу у того, кому б руки не дав». У цьому сезоні 14 серій:
- 28. Доктор Стрендж
- 29. Загадай бажання
- 30. Напад Окторобота
- 31. Поява Зеленого Гобліна
- 32. Реактивний гонщик
- 33. Підстава
- 34. Людина без страху
- 35. Ідеальний вбивця
- 36. Могильник
- 37. Пляма
- 38. Повернення Венома
- 39. Карнаж
- 40. Гоблін оголошує війну
- 41. Поворотний момент

### Сезон 4: Друзі у небезпеці

Феліція Харді (Чорна Кішка), її батько Джон (Кіт) і її мати Анастасія у серії «Чорна Кішка»

Павук зустрічає свого найдовготривалішого союзника — таємничу Чорну Кішку, з якою пізніше зав'яже короткий роман. Єдина причина закінчення цього романа — поява зниклої Мері Джейн.
- 42. Винен
- 43. Кіт
- 44. Чорна Кішка
- 45. Повернення Крейвена
- 46. Напарники
- 47. Пробудження вампіра
- 48. Королева вампірів
- 49. Повернення Зеленого Гобліна
- 50. Видіння Мері Джейн Ватсон
- 51. Король ящірок
- 52. Шнир

### Сезон 5: Павучі Війни

Клони Людини-павука — актор, Окто-павук, Червоний Павук, Броньований Павук і НадПавук у «Павучих Війнах»

Завершальний сезон серіалу «Людина-павук» є найважливішим. Як і перший, офіційної назви у нього немає, по суті своїй, п'ятий сезон є зборами з однієї одиночної серії (що оповідає про весілля Пітера і Мері Джейн) і чотирьох збірок.
Перший, «Шість забутих воїнів», який складається з 5 епізодів, оповідає про те, як Пітеру знадобилася допомога Шести великих воїнів — команди супергероїв пі командуванням Капітана Америки, які захищали світ від зла в 40-60-і роки. Вони допомагають Пітеру дізнатися правду про його батьків.
Другий, «Повернення Гідромена», який складається з 2 епізодів, розповість нам про те, як Павук знову зустрівся з Гідроменом, а також відкриється гірка правда: Мері Джейн, яку він недавно знайшов, — не справжня, а всього лише клон, якого і створив Гідромен.
Третій, «Секретні Війни», що складається з 3 епізодів, відбувся завдяки Мадам Павутині, яка поклала на Павука відповідальність, — очолити сторону Добра, і перемогти у Секретних Війнах — таємній Битві Добра зі Злом у паралельних світах. Павукові була надана честь очолити наступну команду:
- Містер фантастик (Фантастична четвірка)
- Людина-факел (Фантастична четвірка)
- Істота (Фантастична четвірка)
- Невидима леді (Фантастична четвірка)
- Залізна Людина
- Капітан Америка
- Шторм (Люди Ікс)
- Ящір (спочатку був противником)
- Чорна Кішка (приєдналася трохи пізніше)

Четвертий, і завершальний, «Павучі Війни», що складається з 2 епізодів. Найнебезпечніше і найвідповідальніше випробування Людини-павука. Цього разу Мадам Павутина знайомить Пітера з його клонами — двійниками з паралельних світів. Їх п'ятеро:
- Червоний Павук
- Окто-павук
- НадПавук
- Броньований Павук
- Звичайний Павук (насправді — Людина-павук з нашої реальності, тобто

звичайний актор, а «Людина-павук» — звичайний комікс)
Вони повинні діяти разом, адже ворог небезпечний — ще один клон Павука — Павук-Карнаж (Паркер, що злився з симбіотом Карнажем). Він жадає знищити все живе, всі реальності, всі галактики, всі світи. У результаті Людина-павук зі своєю командою перемагає. А Мадам Павутина робить найкращий для Пітера подарунок — повідомляє що Мері Джейн жива, і що вони відправляються на її пошуки. На цьому серіал закінчується.
Список серій:
- 53. Весілля
- 54. ШЗВ — Глава 1
- 55. ШЗВ — Незатребуваний спадок
- 56. ШЗВ — Секрет Шести
- 57. ШЗВ — Шестеро знову в бою
- 58. ШЗВ — Ціна героїзму
- 59. Повернення Гідромена, частина 1
- 60. Повернення Гідромена, частина 2
- 61. СВ — Прибуття
- 62. СВ — Рукавиця Червоного Черепа
- 63. СВ — Доля
- 64. ПВ — Я дійсно ненавиджу клонів
- 65. ПВ — Щасливої дороги, Людина-павук

## Творці серіалу
- Режисер — Боб Річардсон
- Продюсери — Стен Лі, Аві Арад, Джон Коулі
- Сценаристи — Марк Хоффмейер, Джон Семпер, Мегін МакЛафлін
- Композитори — Девіл Леон, Шукі Леві, Касса Мачі
- Озвучили — Крістофер Деніел Барнс (Пітер Паркер/Людина-павук), Роско Лі Браун (Вілсон Фіск/КінгПін), Сара Беллентайн (Мері Джейн Ватсон), Родні Сольсберрі (Джозеф «Роббі» Робертсон), Дженніфер Хейл (Феліція Харді/Чорна Кішка), Едвард Еснер (Джей Джона Джеймсон), Гарі Імхофф (Гаррі Озборн/Зелений Гоблін II), Лінда Гері (тітка Мей Паркер), Максвелл Колфілд (Елістер Сміт), Джозеф Кампанелла (доктор Курт Коннорс/Ящір).

Українською мовою озвучено студією «Так Треба Продакшн». Ролі озвучували: Володимир Терещук, Юрій Ребрик та Наталя Поліщук.

## Короткий огляд виробницства
Тоді як Marvel'овський мультсеріал «Люди Ікс» вироблявся компанією Saban, «Людина-павук», вийшов у світ завдяки недавно сформованій студії Marvel Films Animation; і це був єдиний серіал, створений цією студією спільно з Tokyo Movie Shinsha і Korean Studios. Цей серіал — другій по рахунку тривалості Marvel'овських творінь — після «Людей Ікс», який продовжувався протягом 6 років: 5 сезонів, 65 епізодів. У наш час[коли?] права на мультфільм належать Компанії Walt Disney, яка купила їх у Fox Kids у 2001 році.

## Створення
Стен Лі і Аві Арад були виконавчими продюсерами шоу. Стен Лі, со-творець Людини-павука повідомив, що перевірив «кожну передумову, кожну схему, кожен оригінал, кожен зразковий аркуш, кожен сценарний відділ кіностудії, все, щоб серіал відповідав духу комікса». Він і редактор серіалу Джон Семпер прийняли на роботу авторів, у яких був досвід по коміксах, щоб впливати на оригінали, серед них були: Джеррі Конвей і Марв Вульфмен. Виробник Боб Річардсон бажав дати шоу «сучасне відчуття живої дії», змішуючи CGI і традиційну мультиплікацію. Річардсону сподобався результат. Одне із зобов'язань роботи з Fox Kids полягало у тому, щоб зробити показ освітнім, вводячи вирішувані, відповідні дитяті соціальні проблеми. Семпер вважав, що Людина-павук був особливо хороший для цього, тому що показ має місце у реальному світі.

## Анімація
Щоб відтворити ілюстрації фону Нью-Йорка, команда аніматорів зробила велику кількість візуального дослідження, використовуючи архіви з фотографіями з вищезазначеного Нью-Йорка, особливо дахи. Для більшої реальності, аніматори вивчали карти. Будівлі були відтворені досить добре. Досконально промальовувала кожна деталь. Мультиплікатори населили місто автомобілями і натовпами людей на вуличному фоні. Семпер вірив, що це найвдаліший проект про Людину-павука. Спочатку, Marvel Films запланували зробити фони повністю CGI, тоді як Людина-павук літав на своїй павутині довкола Нью-Йорка. Але все-таки мультиплікатори були вимушені використовувати мультиплікацію традиційного буфера переміщуваного зображення, що базувалася, інколи використовуючи фони CGI.

## Цікаві факти
- У «Секретних Війнах» повинен був з'явитися повний склад Людей Ікс, але через те, що практично всі голоси Людей Ікс (за винятком Шторм) знаходились у Канаді, озвучувати своїх героїв вони не змогли.
- Після серії «День Хамелеона» Агента #1 перейменували у Агента X.
- Збільшена до часу створення серіалу цензура не дозволила нікому з персонажів загинути. Більш того, у сценарії не повинні були звучати такі слова, як «смерть», «вбити», «померти» і т. д. (вони замінялися більш м'якими — «знищити», «винищити»).
- Едварда Еснера вибрали на роль Джони Джеймсона по причині того, що раніше він прославився у фільмі «Мері Тайлер Мур» у ролі редактора теленовин.
- Джон Семпер планував відзняти ще один сезон у розмірі 5 серій, у якому Людина-павук, через час і простір, зустрічаючи своїх найзаклятіших ворогів (включаючи Карнажа), все ж повинен був знайти свою дружину Мері Джейн Ватсон. Але автори серіалу обмежили у часі і останні серії так і не потрапили на телевізійні екрани. Сага «Людини-павука» закінчилась на «Павучих Війнах».
- Чорній Кішці не було призначено дізнатися, ким насправді був Людина-павук, як і Павуку, ким була Чорна Кішка
- Квінтон Флінн був єдиним актором з мультсеріалу «Фантастична четвірка», який зміг озвучити свого героя (Людину-факела) у «Секретних Війнах».
- Над серіалом працювали люди, які раніше мали справу з коміксами про Павука. Прикладами можуть послужити Джеррі Конвей, Марв Вольфман, Джей Ем Демматіс і сам Стен Лі, творець Людини-павука.
- Ніл Росс вже не вперше озвучував Нормана Озборна/Зеленого Гобліна. До цього актор озвучив цього персонажа у мультсеріалі «Людина-павук і його дивовижні друзі» 80-х років.
- Серія «День Хамелеона» була номінована на престижну премію в області мультиплікації Image Award
- Персонаж Анастасії Харді (матері Феліції) озвучували три різні акторки — Ру МакЛанахан («Доктор Октопус: Озброєний і небезпечний»), Дімітра Арлісс («Загадай бажання», «Поява Зеленого Гобліна») і Ніна Телбот («Кіт», «Чорна Кішка», «Повернення Крейвена»).
- «Бранд Корпорейшн», про яку згадував Герберт Лендон у серії «Пристрасті за мутантами», була головним діючим центром серіалу про Павука 80-х років.
- Хамелеон протягом всього серіалу ніколи не говорив своїм власним голосом.
- У серії «Ціна героїзму» є помилка. Дві сцени, у яких головними героями є Павук, Капітан Америка, Червоний Череп і Хамелеон, показані у неправильному порядку.
- Спочатку Зелений Гоблін взагалі не повинен був потрапити у серіал, а Нормана Озборна планували зробити Гобґобліном.
- У історію «Секретні Війни» повинні були попасти Галк і Жінка Галк, але не змогли через зайнятість акторів, які озвучували героїв, у роботі над серіалом про самого Халка.
- У інших країнах випустили цілих три серії коміксів, основаних на сюжеті серіалу. Вони називались: «Людина-павук у пошуках пригод» («Spider-Man Adventures»), «Пригоди Людини-павука» («Adventures of Spider-Man») і «Пригоди Marvel» («Marvel Adventures»).
- Автори використали Феліцію Харді замість Гвен Стейсі тому що не хотіли, щоб глядачі побачили смерть цього персонажу (так як по сюжету Amazing Spider-Man #121 Гвен гине від руки Зеленого Гобліна), тому показали її лише у останній серії мультсеріалу, як дружину Броньованого Павука з іншої реальності.
- Тітка Мей повинна була мати кота на ім'я Воррен.
- Секретарка Джей Джони Джеймсона — Бетті Брант відсутня у цьому серіалі, замість неї була афро-американка Глорі Грант. Хоча за офіційою версією коміксу вона з'явилася тільки після звільнення Бетті.
- Відомий злочинець Пісочна Людина також відсутній, хоча у коміксі мав важливу роль.

## Нагороди
- Автор Джон Семпер виграв Annie Award у 1995 році за досягнення у області написання сюжету (епізод «День Хамелеона»).
- «Людина-павук» був висунутий на 1-е місце у 1996 році у області найкраща анімація.
- За даними IGN «Людина-павук» 84-й найкращий анімаційний серіал.

## Національні об'єднання
«Людина-павук» був показом, що оживлявся, з найвищим рейтингом у Німеччині, Португалії і Іспанії. У Великій Британії, епізоди зібрали в середньому 2,5 мільйона глядачів. На початку 1996, показ серіалу був початий у Гонконзі, Індонезії, Філіппінах, Сінгапурі, Австралії, Ізраїлі, Мексиці, Росії, Польщі, Латвії, Литві, Норвегії, Швеції, Фінляндії, Данії і Південній Африці. У Болгарії перший сезон був транслювався на Nova TV, і на повторних показах цього серіалу на Evrokom. У 2001 всі 65 епізодів було передано на bTV, і повторні покази могли у наш час[коли?] помічатися на Diema Family. У Південній Кореї показ був також переданий на KBS, проект все ще регулярно запускається повторно на Jetix Europe, каналі Fox Kids, на 19 мовах. У Японії серіал передавався на Japanese Cartoon Network. Також у Японії завдяки цьому серіалу був заснований проект Spider-Man: Manga.

## Список персонажів
| Герої і союзники - Людина-павук/Пітер Паркер - Блейд/Ерік Брукс - Чорна Кішка/Феліція Харді - Дардевіл/Метт Мердок - Нік Фьюрі - Крейвен-Мисливець/Сергій Кравінофф - Ящір/доктор Курт Коннорс - Доктор Стрендж/Стефан Стрендж - Вонг - Мадам Павутина/Кассандра Вебб - Майкл Морбіус/Живий вампір - Каратель/Френк Кастл - Абрахам Уістлер - Залізна Людина/Тоні Старк - Воїн/Джеймс Роудс - Люди Ікс - Капітан Америка і Шість забутих воїнів - Фантастична четвірка | Злочинці і противники - Барон Мордо/Карл Мордо - Карнаж/Клетус Кесседі - Хамелеон/Дмитро Смердяков - Доктор Дум/Віктор фон Дум - Дормамму - Електро/Рейнхольт Шмідт - КінгПін/Вілсон Фіск - Зелений Гоблін/Норман Озборн - Зелений Гоблін II/Гаррі Озборн - Кувалда - Гобґоблін/Джейсон Філіп Мейсендейл - Гідромен/Моррі Бенч - Доктор Октопус/Отто Октавіус - Містеріо/Квентін Бек - НадПавук - Сова/Ліланд Оуслі - Червоний Череп/Йоханн Шмідт - Носоріг/Алекс О'Гірн - Скорпіон/Мак Гарган - Шокер/Герман Шультц - Срібна Грива/Сільвіо Манфреді - Шнир/Гобі Браун - Алісія Сільвер - Спенсер Сміт - Елістер Сміт - Могильник/Лонні Томпсон Лінкольн - Веном/Едді Брок - Стерв'ятник/Едріан Тумс | Інші - Мандрівник - Великий Віл - Брюс - Сьюзен Чой - Біллі Коннорс - Маргарет Коннорс - доктор Марія Кроуфорд - місіс Фаррел - Річард Фіск - Ваннеса Фіск - Геневівью - Кіт/Джон Гардескі - Анастасія Гарді - Джей Джона Джеймсон - Джон Джеймсон - Рептилія/доктор Герберт Лендон - Стен Лі - детектив Террі Лі - Нед Лідс - Мікрочип/Лінус Ліберман - дядько Бен Паркер - тітка Мей Паркер - Айсберг - Реактивний гонщик/Роберт Фаррел - Джозеф «Роббі» Робертсон - Марта Робертсон - Ренді Робертсон - Срібна Шабля/Сільвер Саблінова - Мисливці за Павуком - Пляма/Джонатан Онн - доктор Сільвія Лопез - Гвен Стейсі - Фарлі Стілвелл - Флеш Томпсон - Марія Таіна Елізандо - Сіра Миша - Майлз Воррен/Шакал - Мері Джейн Ватсон - Дебра Вітмен - Глорі Грант |

## Повнометражні мультфільми

5-дискове видання

У 2002—2005 роках у Польщі були створені DVD-бокси, які включали збірки декількох серій з мультсеріалу, об'єднаних у один сюжет. Всього їх 5. Пізніше, у 2006 році, було видано 5-дискове видання, що включає всі повнометражки і декілька бонусів.
- Лиходії атакують
  - Епізоди: 29, 30, 31, 32
  - Дата виходу: 30 квітня 2002
- Повернення Зеленого Гобліна
  - Епізоди: 39, 40, 41, 42
  - Дата виходу: 29 жовтня 2002
- Дардевіл проти Людини-павука
  - Епізоди: 33, 34, 35, 36
  - Дата виходу: 11 лютого 2003
- Людина-павук проти Доктора Октопуса
  - Епізоди: 05, 43, 44, 46
  - Дата виходу: 29 червня 2004
- Сага про Венома
  - Епізоди: 08, 09, 10, 37, 38
  - Дата виходу: 7 червня 2005

## Видання
Всі серії мультсеріалу «Людина-павук» були видані на ліцензійних відеокасетах, по 3-5 епізодів на кожній. У DVD-версії спочатку видавалися лише повнометражки. А потім було прийнято рішення випустити декілька серій на ліцензійних DVD5. Дистриб'ютором вважається Інтер-Фільм; на одному диску всього 5-6 серій. Це було дуже незручно, оскільки багато серій були в різнобій, і ще назви серій локалізовані не вірно. Пізніше «пірати» полегшили життя, і у 2004 році можна було знайти всі серії на одному DVD10. На Blu-Ray «Людина-павук» ніколи не був виданий.